# Temporada 1996-97 de los Milwaukee Bucks
La temporada 1996-97 fue la vigesimonovena de los Milwaukee Bucks en la NBA. La temporada regular acabó con 33 victorias y 49 derrotas, ocupando el undécimo puesto de la Conferencia Este, no logrando clasificarse para los playoffs.

## Elecciones en elDraft
| Ronda | Puesto | Jugador         | Posición | Nacionalidad   | Universidad  |
| ----- | ------ | --------------- | -------- | -------------- | ------------ |
| 1     | 4      | Stephon Marbury | Base     | Estados Unidos | Georgia Tech |
| 2     | 33     | Moochie Norris  | Base     | Estados Unidos | West Florida |
| 2     | 53     | Jeff Nordgaard  | Alero    | Estados Unidos | Green Bay    |

## Temporada regular
| División Central    | División Central | División Central | División Central | División Central | División Central | División Central | División Central | División Central |
| Equipo              | G                | P                | %                | PD               | Casa             | Fuera            | Div              |                  |
| ------------------- | ---------------- | ---------------- | ---------------- | ---------------- | ---------------- | ---------------- | ---------------- | ---------------- |
| y-Chicago Bulls     | 69               | 13               | .841             | –                | 39–2             | 30–11            | 24–4             |                  |
| x-Atlanta Hawks     | 56               | 26               | .683             | 13               | 36–5             | 20–21            | 17–11            |                  |
| x-Detroit Pistons   | 54               | 28               | .659             | 15               | 30–11            | 24–17            | 17–11            |                  |
| x-Charlotte Hornets | 54               | 28               | .659             | 15               | 30–11            | 24–17            | 14–14            |                  |
| Cleveland Cavaliers | 42               | 40               | .512             | 27               | 25–16            | 17–24            | 13–15            |                  |
| Indiana Pacers      | 39               | 43               | .476             | 30               | 21–20            | 18–23            | 11–17            |                  |
| Milwaukee Bucks     | 33               | 49               | .402             | 36               | 20–21            | 13–28            | 10–18            |                  |
| Toronto Raptors     | 30               | 52               | .366             | 39               | 18–23            | 12–29            | 6–22             |                  |

## Estadísticas

### Temporada regular
| Rk | Jugador         | Edad | Pos. | P  | PT | MP   | TC  | TCI  | %TC  | T3  | T3I | %T3  | TL  | TLI | %TL   | RO  | RD  | RT   | AS  | RB  | TAP | BP  | FP  | PTS  |
| -- | --------------- | ---- | ---- | -- | -- | ---- | --- | ---- | ---- | --- | --- | ---- | --- | --- | ----- | --- | --- | ---- | --- | --- | --- | --- | --- | ---- |
| 1  | Vin Baker       | 25   | PF   | 78 | 78 | 40.5 | 8.1 | 16.0 | .505 | 0.2 | 0.7 | .278 | 4.6 | 6.7 | .687  | 3.4 | 6.9 | 10.3 | 2.7 | 1.0 | 1.4 | 3.1 | 3.5 | 21.0 |
| 2  | Glenn Robinson  | 24   | SF   | 80 | 79 | 38.9 | 8.4 | 18.0 | .465 | 0.8 | 2.3 | .350 | 3.6 | 4.6 | .791  | 1.6 | 4.7 | 6.3  | 3.1 | 1.3 | 0.9 | 3.4 | 2.8 | 21.1 |
| 3  | Ray Allen       | 21   | SG   | 82 | 81 | 30.9 | 4.8 | 11.1 | .430 | 1.4 | 3.6 | .393 | 2.5 | 3.0 | .823  | 1.2 | 2.8 | 4.0  | 2.6 | 0.9 | 0.1 | 1.8 | 2.7 | 13.4 |
| 4  | Sherman Douglas | 30   | PG   | 79 | 79 | 29.3 | 3.9 | 7.7  | .502 | 0.5 | 1.4 | .333 | 1.4 | 2.2 | .667  | 0.7 | 1.7 | 2.4  | 5.4 | 1.0 | 0.1 | 1.9 | 2.4 | 9.7  |
| 5  | Armen Gilliam   | 32   | PF   | 80 | 25 | 25.6 | 3.1 | 6.5  | .471 | 0.0 | 0.0 |      | 2.5 | 3.2 | .768  | 1.7 | 4.5 | 6.2  | 0.7 | 0.8 | 0.5 | 1.3 | 2.6 | 8.6  |
| 6  | Johnny Newman   | 33   | SF   | 82 | 4  | 25.1 | 3.0 | 6.7  | .450 | 0.4 | 1.2 | .347 | 2.3 | 3.0 | .765  | 0.8 | 1.5 | 2.3  | 1.4 | 0.9 | 0.2 | 1.4 | 3.1 | 8.7  |
| 7  | Andrew Lang     | 30   | C    | 52 | 52 | 23.0 | 2.2 | 4.8  | .464 | 0.0 | 0.0 |      | 0.8 | 1.2 | .721  | 1.8 | 3.5 | 5.3  | 0.5 | 0.5 | 0.9 | 0.8 | 2.7 | 5.3  |
| 8  | Elliot Perry    | 27   | PG   | 82 | 3  | 19.5 | 2.6 | 5.6  | .474 | 0.6 | 1.7 | .358 | 1.0 | 1.3 | .745  | 0.3 | 1.2 | 1.5  | 3.0 | 1.2 | 0.0 | 1.4 | 1.4 | 6.9  |
| 9  | Keith Tower     | 26   | C    | 5  | 1  | 14.4 | 0.6 | 1.6  | .375 | 0.0 | 0.0 |      | 0.2 | 1.6 | .125  | 0.4 | 1.4 | 1.8  | 0.2 | 0.4 | 0.2 | 0.4 | 2.4 | 1.4  |
| 10 | Chucky Brown    | 28   | SF   | 60 | 1  | 11.2 | 1.1 | 2.1  | .508 | 0.0 | 0.1 | .167 | 0.7 | 1.0 | .661  | 0.6 | 1.6 | 2.2  | 0.4 | 0.2 | 0.3 | 0.3 | 1.4 | 2.8  |
| 11 | Joe Wolf        | 32   | C    | 56 | 7  | 9.4  | 0.7 | 1.6  | .449 | 0.0 | 0.1 | .143 | 0.3 | 0.3 | .737  | 0.6 | 1.4 | 2.0  | 0.4 | 0.3 | 0.2 | 0.3 | 1.9 | 1.7  |
| 12 | Shawn Respert   | 24   | SG   | 14 | 0  | 5.9  | 0.4 | 1.4  | .316 | 0.1 | 0.6 | .111 | 0.5 | 0.5 | 1.000 | 0.2 | 0.3 | 0.5  | 0.6 | 0.0 | 0.0 | 0.6 | 0.4 | 1.4  |
| 13 | Jimmy Carruth   | 27   | PF   | 4  | 0  | 5.3  | 0.5 | 0.8  | .667 | 0.0 | 0.0 |      | 0.3 | 0.3 | 1.000 | 0.0 | 1.0 | 1.0  | 0.0 | 0.0 | 0.5 | 0.3 | 1.0 | 1.3  |
| 14 | David Wood      | 32   | PF   | 46 | 0  | 5.2  | 0.4 | 0.8  | .526 | 0.1 | 0.3 | .333 | 0.3 | 0.4 | .667  | 0.1 | 0.5 | 0.6  | 0.3 | 0.2 | 0.1 | 0.1 | 0.8 | 1.2  |
| 15 | Acie Earl       | 26   | C    | 9  | 0  | 4.8  | 0.9 | 2.6  | .348 | 0.0 | 0.0 |      | 1.1 | 1.6 | .714  | 0.2 | 1.0 | 1.2  | 0.2 | 0.3 | 0.1 | 0.2 | 0.8 | 2.9  |
| 16 | Darrin Hancock  | 25   | SF   | 9  | 0  | 4.3  | 0.2 | 0.7  | .333 | 0.0 | 0.0 |      | 0.0 | 0.0 |       | 0.1 | 0.4 | 0.6  | 0.4 | 0.2 | 0.0 | 0.4 | 0.8 | 0.4  |
| 17 | Cuonzo Martin   | 25   | SG   | 3  | 0  | 4.3  | 0.0 | 2.3  | .000 | 0.0 | 0.7 | .000 | 0.0 | 0.0 |       | 0.3 | 0.0 | 0.3  | 0.3 | 0.0 | 0.0 | 0.3 | 0.3 | 0.0  |

## Galardones y récords
| Jugador   | Galardón                                |
| Vin Baker | 3.er Mejor quinteto de la NBA All-Star  |
| Ray Allen | 2.º Mejor quinteto de rookies de la NBA |